# Amphicarpum
Genre
Classification phylogénétique
Amphicarpum est un genre de plantes monocotylédones de la famille des Poaceae.

## Liste des espèces
- Amphicarpum amphicarpon (Pursh) Nash
- Amphicarpum muehlenbergianum (Schult.) Hitchc.